# Limonium carolinianum
Espèce
Limonium carolinianum, en français Limonium de Caroline, Lavande de mer, Limonie de Nash ou Limonium de Nash, est une espèce de plantes à fleurs herbacées vivaces de la famille des Plumbaginaceae.

## Description
Du centre de sa rosette de feuilles basilaires émerge une tige abondamment ramifiée au sommet. Celle-ci porte une cyme de fleurs mauves dont la couleur rappelle celle de la lavande, d'où le nom vernaculaire lavande de mer qui est attribué à cette espèce.

## Habitat et répartition
Elle se retrouve en bordure de mer, sur les rivages salés et saumâtres du Saint-Laurent et de l'Atlantique, dans le nord-est de l'Amérique du Nord et en certains autres endroits tels les Bermudes. Elle croît principalement dans le substrat vaseux des marais salés.

## Espèces associées
Différentes espèces de lépidoptères s'abreuvent du nectar de la Limonie de Nash. C'est notamment le cas du Cuivré des marais salés (Lycaena dospassosi) et du Satyre fauve des Maritimes (Coenonympha nipisiquit).

## Liste des taxons de rang inférieur
Liste des variétés selon GBIF (24 juin 2021) :
- Limonium carolinianum var. trichogonum (Blake) Blake

## Systématique
L'espèce a été initialement classée dans le genre Statice sous le basionyme Statice caroliniana, par le botaniste américain Thomas Walter en 1788. Elle est déplacée dans le genre Limonium par son compatriote Nathaniel Lord Britton en 1894, sous le nom correct Limonium carolinianum,,.
Ce taxon porte en français les noms vernaculaires ou normalisés suivants : « Limonium de Caroline », « Lavande de mer », « Limonie de Nash », « Limonium de Nash ».
Limonium carolinianum a pour synonymes :
- Limonium angustatum (Gray) Small
- Limonium carolinianum var. angustatum (A.Gray) S.F.Blake
- Limonium carolinianum var. angustifolium S.F.Blake
- Limonium carolinianum var. carolinianum
- Limonium carolinianum var. compactum Shinners
- Limonium carolinianum var. nashii (Small) B.Boivin
- Limonium carolinianum var. obtusilobum (S.F.Blake) H.E.Ahles
- Limonium carolinianum var. trichogonum (S.F.Blake) B.Boivin
- Limonium lefroyi (Hemsl.) Britton
- Limonium nashii Small
- Limonium nashii f. albiflorum (Raf.) House
- Limonium nashii var. albiflorum (Raf.) House
- Limonium nashii var. angustatum (A.Gray) H.E.Ahles
- Limonium nashii var. trichogonum S.F.Blake
- Limonium obtusilobum Blake
- Limonium trichogonum Blake
- Statice angustata Wangerin
- Statice brasiliense var. angustata A.Gray
- Statice brasiliensis var. angustata A.Gray
- Statice caroliniana Walter